# Dalibor Mitrović
Dalibor Mitrović (Servisch: Далибор Митровић) (Prokuplje, 4 november 1977) is een voormalig Servisch voetballer. Mitrović was een aanvaller.

## Carrière
Mitrović begon zijn profcarrière bij FK Radnički Niš. Na amper één seizoen op het hoogste niveau verhuisde hij naar Club Brugge, de toenmalige Belgische landskampioen. Mitrović slaagde er echter niet in om potten te breken bij Club Brugge, dat hem in het seizoen 2000/01 uitleende aan KVC Westerlo. Bij Westerlo bloeide de Serviër open, met als hoogtepunt het winnen van de Beker van België in 2001. Mitrović viel in de finale tegen Lommel SK na 66 minuten in voor Marc Schaessens. In datzelfde 2001 maakt hij de definitieve overstap naar Sint-Truidense VV, waar hij anderhalf jaar speelde.
In januari 2003 haalde FK Rad hem terug naar Servië. Die club leende hem na zes maanden al uit aan AC Ajaccio, waarmee Mitrović zich maar ternauwernood kon handhaven in de Ligue 1. Na de degradatie van FK Rad uit de Servische Superliga in 2006 trok Mitrović naar het Roemeense FC Argeș Pitești, maar daar speelde hij slechts twee competitiewedstrijden. Mitrović speelde later ook nog in Vietnam en Canada.